# 吉布蘭·拉卡布明·拉卡
吉布蘭·拉卡布明·拉卡（1987年10月1日—），印度尼西亞商人、政治人物，現任（第14任）印尼副總統，此前曾擔任中爪哇省梭羅市長。他是第七任印尼總統佐科·維多多的長子，於2023年與大印尼運動黨黨魁普拉博沃·苏比延多搭檔，參加2024年總統選舉，並當選副總統。

## 早年生涯
吉布蘭於1987年10月1日在印度尼西亞中爪哇省梭羅市出生，是佐科·維多多和伊莉亚娜的長子，胞弟是商人、政治人物卡桑·庞加列，此外還有一名胞妹。他在梭羅完成小學和初中課程，之後在2002年遷往新加坡，在兰景中学完成高中課程。高中畢業後，吉布蘭首先入讀澳洲悉尼科技大學Insearch學院專為國際學生而設的銜接課程，2006年畢業之後再返回新加坡繼續升學，至2010年從新加坡管理發展學院畢業，取得英國巴拉福特大學的學士學位。

## 創業生涯
吉布蘭學成回國後，並沒有加入佐科的傢俱公司，而是希望自立門戶。他發現佐科經營的宴會場地已經連續7年沒有提供膳食服務，於是成立餐飲供應商暨婚禮承辦商Chilli Pari，為婚禮、宴會提供一站式服務，包括到燴餐飲、場地佈置、司儀、新娘化妝等。當時已棄商從政的佐科希望吉布蘭接手管理家族的傢俱公司，而非創業，所以沒有提供創業資金，許多銀行也以經驗不足為由拒絕吉布蘭的貸款申請，結果他只能籌措有限的資金。儘管成立時面臨種種困難，Chilli Pari在四年內建立了良好的聲譽，並受到梭羅中上階層的歡迎。吉布蘭還邀請了英語補習社「知識之家」（House of Knowledge），協助提升員工的英語能力。
自2015年起，吉布蘭相繼創立了多個餐飲品牌，包括阿拉伯煎餅連鎖店Markobar、茶飲品牌Goola、連鎖餐廳Mangkokku等，其中Goola和Mangkokku由他和卡桑一起創辦。截至2023年，Markobar已在梭羅、雅加達、日惹等地開設了33家分店，市值比佐科的傢俱公司更高；Mangkokku也成功擴展到爪哇島其他主要城市。成功進軍飲食界後，吉布蘭還擔任了印度尼西亞食品服務協會梭羅市分會的主席。除了餐飲品牌，吉布蘭創立的公司、品牌還包括協助求職者尋找短期工作的求職程式Kerjaholic，以及礦業公司拉卡布興業（PT Rakabu Sejahtera）。2020年吉布蘭棄商從政時，他把旗下品牌和公司股份轉移給卡桑，並向選舉委員會報稱擁有近221億印尼盾的資產。

## 棄商從政

### 梭羅市長

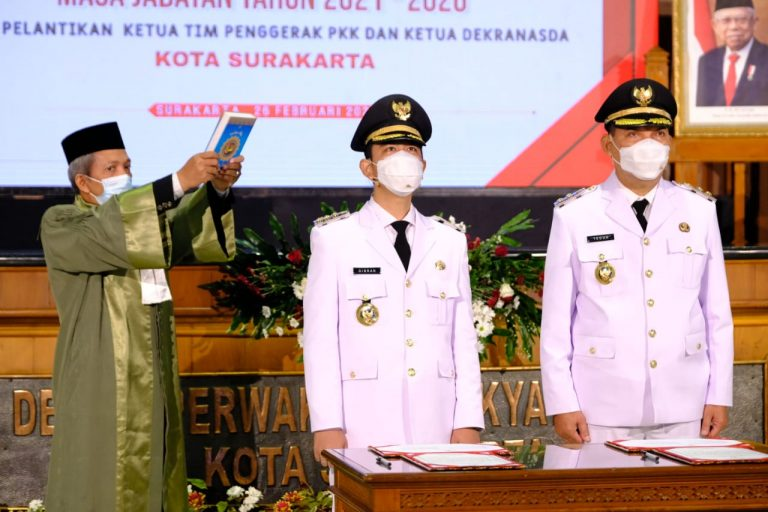
吉布蘭（中）和副手德古·普拉科薩在2021年宣誓就任梭羅正、副市長

吉布蘭本認為商人不參政也可以服務社會，所以希望繼續經商，不打算從政。但後來他改變立場，到參政的時候，他認為自己參政後可以做更多的事，令更多人受惠。2019年7月，梭羅斯拉梅·里亞迪大學發布民調，把吉布蘭列為在2020年競逐梭羅市長的熱門人選；佐科在擔任雅加達省長和總統之前也當過梭羅市長。兩個月後，吉布蘭加入佐科所屬的印度尼西亞鬥爭派民主黨，鬥爭派民主黨則在2020年7月決定提名吉布蘭競逐梭羅市長，提名前市議會議長、市議會鬥爭派民主黨派系主席德古·普拉科薩（Teguh Prakosa）擔任其競選搭檔。
吉布蘭聲望高，而佐科和鬥爭派民主黨在梭羅也具有影響力，因此除了繁榮公正黨，市議會內所有政黨都支持吉布蘭。由於繁榮公正黨不能獨自推舉候選人，所以這次選舉有機會變成等額選舉。最終他需要和獨立候選人，裁縫師巴吉約·瓦約諾（Bagyo Wahyono）競爭，但巴吉約沒有名氣，競選經費比吉布蘭少了29倍。結果吉布蘭以86.53%的得票率大比數擊敗巴吉約，當選梭羅市長。
吉布蘭在2021年1月上任梭羅市長之際，正值2019冠狀病毒病疫情，梭羅市經濟陷入衰退的困境。他把疫情後的經濟復蘇視為市政府的首要任務，承諾為受疫情影響的中小型企業提供紓困措施，協助旅遊業適應新常態，並推動數碼經濟。此外，他還積極推動2019冠狀病毒病疫苗接種計劃。在他的任期內，梭羅市完成了多項公共工程項目，如梭羅謝赫扎耶德大清真寺和梭羅動物園的翻新工程，梭羅鐵路高架化項目也在他任內動工。經濟方面，他成功鼓勵投資者前往梭羅投資，扶助當地的中小型企業，令梭羅的經濟恢復增長，2022年當地經濟增長率達到了6.25%。另一邊廂，在他主政期間，梭羅尚未解決疫情引致市政府收入減少、貧窮率增加的問題。社會方面，在他的領導下，梭羅市政府能夠保持環境整潔、擁有完善的醫療體系和維護社會和諧，令梭羅市獲得阿迪普拉證書（大型城市組）、全民健保獎，並在Setara研究所寬容城市指數中名列第4位。此外，吉布蘭的家庭背景、應對疫情的表現以及推行的政策廣受傳媒報導，他本人亦於2021年獲「印度尼西亞指標」（Indonesia Indicator）評為最受歡迎的市長。

### 副總統候選人

2024年總統選舉中普拉博沃-吉布蘭組合的競選標誌

2022年底，部分支持佐科的團體開始提出讓吉布蘭在2024年總統選舉中競逐副總統職務。選舉法規定，副總統候選人必須年滿40歲，但吉布蘭當時37歲，不符合條件。為了放寬參選資格，卡桑等7名政治人物向憲法法院提出把副總統的年齡下限調低到35歲，大學生阿爾瑪斯·薩基比魯（Almas Tsaqibbirru）則提出容許曾擔任地方首長者繞過參選年齡下限。結果憲法法院於2023年10月16日駁回卡桑等人的覆核，但裁定阿爾瑪斯勝訴，令吉布蘭取得參選資格。10月18日，專業集團黨宣布提名吉布蘭角逐副總統，大印尼運動黨黨魁、國防部長普拉博沃·蘇比延多則於翌日在雅加達宣布由吉布蘭擔任其副手，當時吉布蘭尚在梭羅履職，所以不在場。鬥爭派民主黨支持前中爪哇省長甘查爾·普拉諾沃參選總統，因此吉布蘭需要退出鬥爭派民主黨，而根據選舉法，他身為地方首長，也需要請求佐科容許他投入競選活動。
對於吉布蘭參選的原因，普拉博沃團隊的解釋是因為普拉博沃希望找一個年輕人跟他搭檔，他和盟黨也認為吉布蘭的家世背景和年輕形象能為他爭取在2019年總統選舉中支持佐科的選民，以及年輕選民的支持。外界則普遍認為吉布蘭參選是佐科為了鞏固影響力、讓繼任人延續其政策路線，甚至建立政治王朝而作出的舉措——佐科曾在2023年10月一場閉門午餐會中表示希望吉布蘭和普拉博沃搭檔；在憲法法院容許吉布蘭參選後，數以百計的大學生隨即上街遊行，批評上述裁決助長裙帶關係。事後吉布蘭的姑丈、憲法法院院長安瓦爾·烏斯曼和選舉委員會主席哈希姆·阿沙里先後因為沒有避嫌和破例批准吉布蘭參選，而被裁定嚴重失德，公民社會團體則控告吉布蘭、佐科及其家屬利用裙帶關係，建立政治王朝，但被雅加達國家行政法院駁回。另一位總統候選人、前雅加達省長阿尼斯·巴斯威丹也在電視辯論上批評普拉博沃利用憲法法院的裁決提名吉布蘭，由此取得不公平優勢，並不道德。對此普拉博沃和吉布蘭都感到不以為然。
政策方面，吉布蘭支持佐科政府遷都努山塔拉和建設礦物、農產品加工業的計劃，又主張開發生物能源。他還認為，要實現2045年黃金印度尼西亞願景，政府就必須充分利用人口紅利，令年輕人掌握人工智能、數據科學、區塊鏈等新技能，提升他們的薪資競爭力。他在競選活動中借助了自己早年的創業經驗，並在電視辯論中展現出對佐科政府經濟政策的了解。在這段期間，他偏向於直接接觸一般選民，協助偏向於出席大型集會、會見地方要人的普拉博沃擴大選民基礎；他每到一個地方，就會有數以千計的支持者前來想要跟他拍照和握手，阻擋着他的腳步。他的參選也有助普拉博沃把自己塑造成一個可愛爺爺，擺脫過往不苟言笑，作風強硬，被指涉嫌侵犯人權的形象。自登記參選以來，普拉博沃-吉布蘭組合一直在民調中維持領先；結果兩人以58.59%的得票率擊敗甘查爾、阿尼斯及其副手，當選印尼正、副總統，由此吉布蘭成為了印尼最年輕的副總統。甘查爾和阿尼斯隨即入稟憲法法院，要求取消吉布蘭的當選資格，但被憲法法院駁回。為了準備接任副總統，他於2024年7月17日正式辭任梭羅市長，並與家人遷往雅加達定居。

## 個人生活

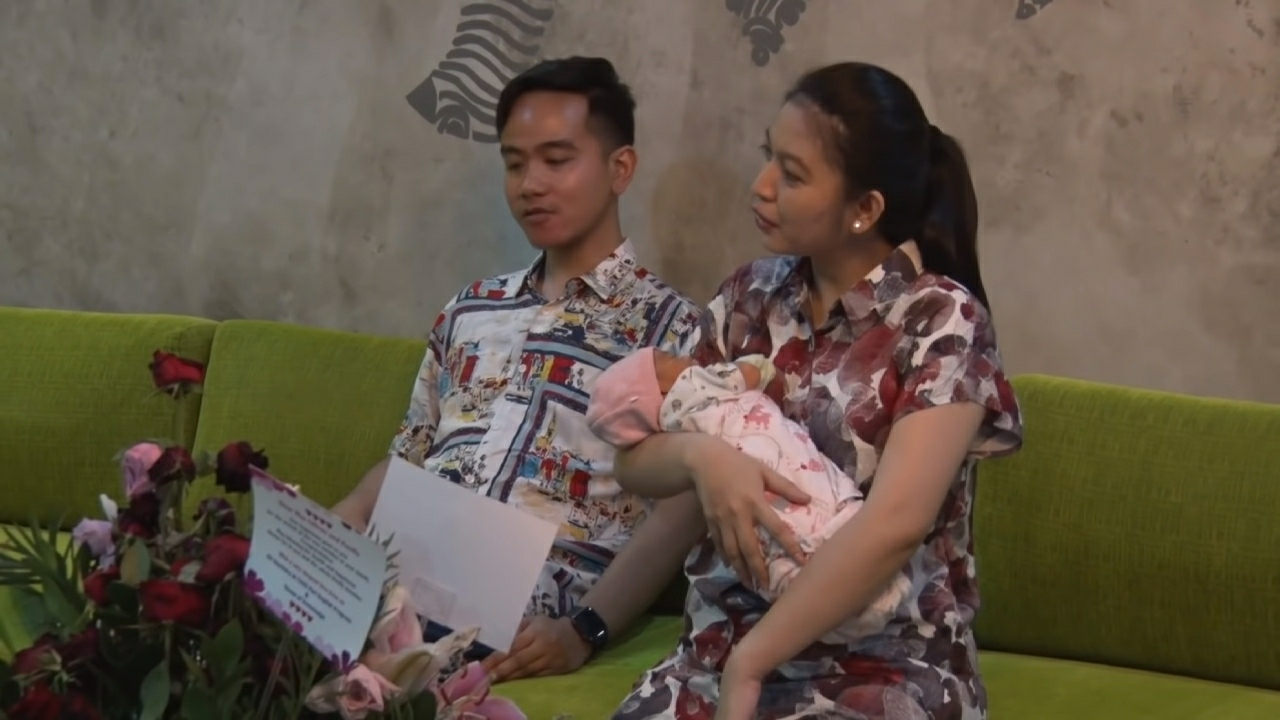
吉布蘭夫婦及其次女（2019年）

吉布蘭在2009年擔任梭羅小姐競選評審時，結識了當屆冠軍塞爾薇·阿南達（Selvi Ananda），之後兩人相戀，並於2015年6月11日結婚。婚後兩人育有一子一女，長子於2016年3月10日出生，次女於2019年11月15日出生。
吉布蘭一直都是巴塞罗那足球俱乐部的球迷，他曾在2020年參選市長期間，穿着巴塞隆拿的球衣進行網上健身。他喜歡的動漫作品包括《鬼滅之刃》、《進擊的巨人》和《咒術迴戰》，另外在接受媒體採訪時，他曾使用《火影忍者》的角色圖片作為背景畫面，在參加副總統辯論會時，他則穿上以《火影忍者》為靈感的外套。

## 榮譽
- 印度尼西亞指標最受歡迎的市長（2021年[18]）
- 印度尼西亞內政部良好地方治理嘉許狀（2024年4月25日[46]）

## 備註
1. ↑  部分媒體將他就讀悉尼科大Insearch學院和新加坡管理發展學院的年份混淆；而在他就讀新加坡管理發展學院期間，該學院曾與巴拉福特大學合作頒發學位，但截至2023年，這兩所院校的合作關係已經終止。